# Rio Santo Antônio (vattendrag i Brasilien, Tocantins)
Rio Santo Antônio är ett vattendrag i Brasilien.   Det ligger i delstaten Tocantins, i den centrala delen av landet, 500 km norr om huvudstaden Brasília.
Omgivningarna runt Rio Santo Antônio är huvudsakligen savann. Trakten runt Rio Santo Antônio är nära nog obefolkad, med mindre än två invånare per kvadratkilometer.